# Никольск (Абанский район)
Никольск — село в Абанском районе Красноярского края России. Административный центр Никольского сельсовета.

## История
Деревня Никольская была основана в 1900 году. По данным 1929 года в деревне имелось 65 хозяйств и проживало 304 человека (в основном — русские). Функционировала школа. Административно деревня являлась центром Никольского сельсовета Абанского района Канского округа Сибирского края.

## География
Село находится в юго-западной части района, на левом берегу реки Абан, примерно в 10 км (по прямой) к северо-западу от посёлка Абан, административного центра района. Абсолютная высота — 242 метра над уровнем моря.

## Население
| 1926 | 1989 | 2002 | 2010 |
| ---- | ---- | ---- | ---- |
| 304  | ↗470 | ↘382 | ↘322 |

Гендерный состав
По данным Всероссийской переписи населения 2010 года 164 мужчины и 158 женщин из 322 чел.
Национальный состав
Согласно результатам переписи 2002 года, в национальной структуре населения русские составляли 97 %.

## Инфраструктура
В селе функционируют средняя общеобразовательная школа, фельдшерско-акушерский пункт, библиотека и отделение связи.

## Улицы
Уличная сеть села состоит из 4 улиц и 1 переулка.